# Typhula olivascens
Typhula olivascens är en svampart som beskrevs av Berthier 1974. Typhula olivascens ingår i släktet Typhula och familjen trådklubbor.   Inga underarter finns listade i Catalogue of Life.